# Wo (kana)
En l'escriptura japonesa, を en hiragana o ヲ en katakana, és un kana de que representa la mora wo.

## Escriptura
El hiragana を prové del kanji 远 mentre que el katakana ヲ prové del kanji 乎.
|  |  |

## Japonès
En japonès modern la combinació "wo" pràcticament no s'utilitza i aquest kana es fa servir gairebé només en hiragana com a okurigana d'una partícula gramatical generalment pronunciada [o]. La pronúncia clàssica [ɰᵝo] només se sent avui en dia donant èmfasi a clarificar la pronúncia en contextos cultes o de vegades en cançons però no apareix en l'estàndard oral. És per això que quan s'usa amb aquest significat, el sistema de romanització Hepburn permet romanitzar-la "o", malgrat que llavors es pugui confondre amb el kana お/オ.
Com que els okurigana de partícules gramaticals s'escriuen en hiragana, el katakana ヲ ha quedat pràcticament obsolet, usat només amb finalitats estilístiques. De fet, la transcripció al japonès de mots estrangers amb la síl·laba "wo" es fa amb la combinació katakana ウォ com per exemple a ウォークマン (Wōkuman, "Walkman").
| Forma                   | Rōmaji Hepburn | Rōmaji Kunrei-shiki | Rōmaji Nippon-shiki | Hiragana | Katakana |
| ----------------------- | -------------- | ------------------- | ------------------- | -------- | -------- |
| Normal w- (わ行 wa-gyō) | wo/o           | wo/o                | wo                  | を       | ヲ       |

## Altres idiomes
- A la llengua d'Okinawa s'empra el hiragana を per la síl·laba /o~wo/. En l'ortografia de la Universitat de Ryukyu, és /o/, mentre que お és /ʔo/.
- En ainu el katakana ヲ s'empra per la síl·laba /wo/.

## Altres representacions
- Sistema Braille:

| wo を/ヲ                    | vo ヺ                                                    |
| ⠔ (braille pattern dots-35) | ⠐ (braille pattern dots-5) · ⠔ (braille pattern dots-35) |

- Alfabet fonètic: 「尾張のヲ」 (W)owari no "(W)o", és a dir, «el (w)o de (W)owari»
- Codi Morse: ・－－－